# Geometrie

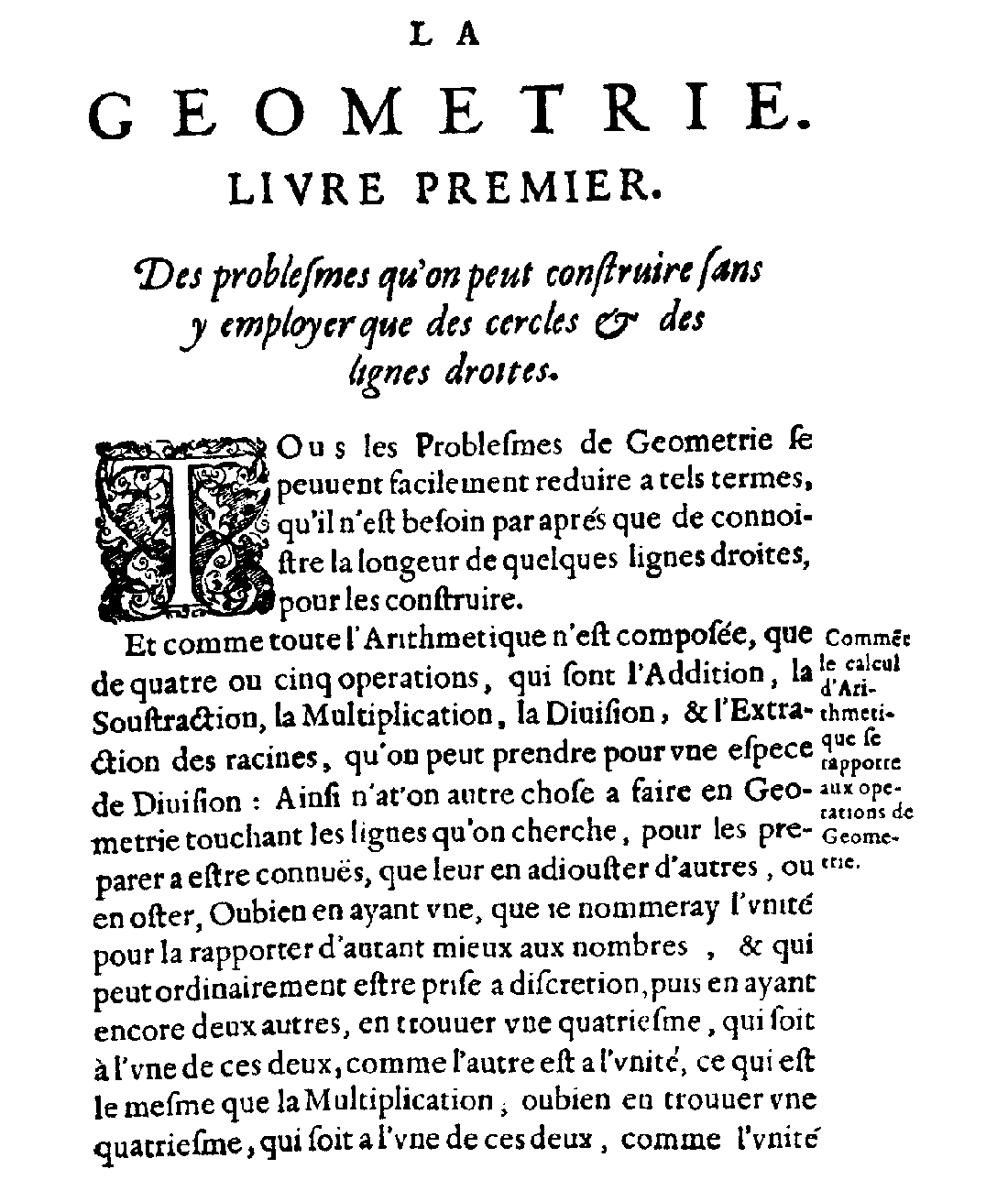
René Descartes, La Géometrie (Erstausgabe 1637)

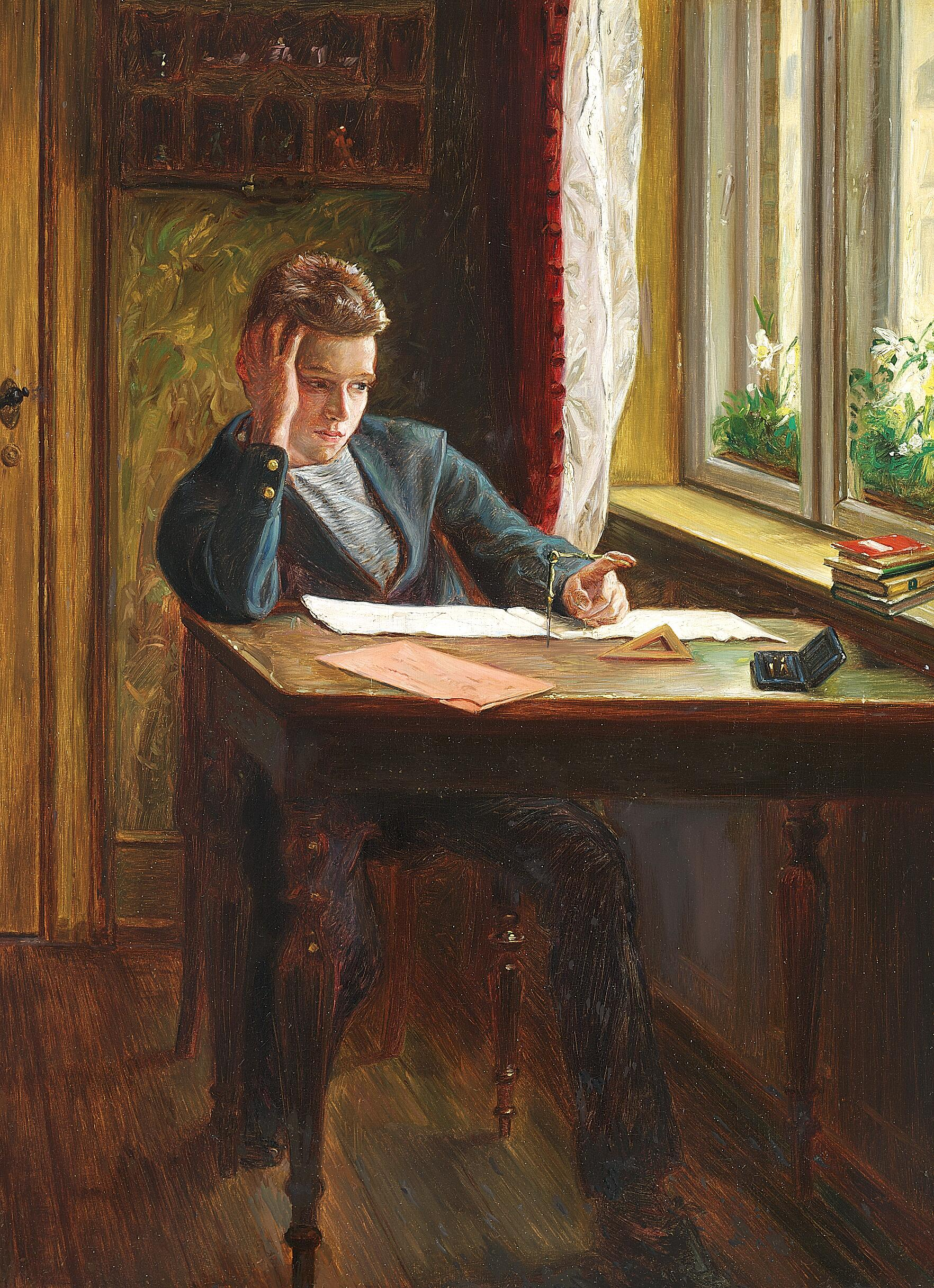
Axel Helsted, „Geometrie“

Die Geometrie (altgriechisch γεωμετρία geometria, ionisch γεωμετρίη geometriē, ‚Erdmaße‘, ‚Erdmessung‘, ‚Landmessung‘) ist ein Teilgebiet der Mathematik.
Einerseits versteht man unter Geometrie die zwei- und dreidimensionale euklidische Geometrie, die Elementargeometrie, die auch im Mathematikunterricht – früher unter dem Begriff Raumlehre – gelehrt wird und die sich mit Punkten, Geraden, Ebenen, Abständen, Winkeln usw. beschäftigt, sowie diejenigen Begriffsbildungen und Methoden, die im Zuge einer systematischen und mathematischen Behandlung dieses Themas entwickelt wurden.
Andererseits umfasst der Begriff Geometrie eine Reihe von großen Teilgebieten der Mathematik, deren Bezug zur Elementargeometrie für Laien nur mehr schwer erkennbar ist. Dies gilt insbesondere für den modernen Begriff der Geometrie, der im Allgemeinen die Untersuchung invarianter Größen bezeichnet.

## Geschichte der deutschsprachigen Geometrieliteratur
Die älteste erhaltene Geometrieabhandlung in deutscher Sprache stammt vom Beginn des 15. Jahrhunderts. Es handelt sich dabei um die sogenannte Geometria Culmensis, welche im Auftrag des Deutschorden-Hochmeisters Konrad von Jungingen im Raum Culm verfasst worden ist und neben dem, im Wesentlichen auf der Practica geometriae des Dominicus de Calvasio beruhenden, lateinischen Text auch dessen deutsche Übersetzung enthält. Als erstes gedrucktes und eigenständiges Geometriebuch in deutscher Sprache gilt Albrecht Dürers Underweysung der messung mit dem zirckel und richtscheyt in Linien ebnen unnd gantzen corporen aus dem Jahre 1525.

## Themenbereiche

### Geometrien
Die Verwendung des Plurals weist darauf hin, dass der Begriff Geometrie in einem ganz bestimmten Sinn gebraucht wird, nämlich Geometrie als mathematische Struktur, deren Elemente traditionellerweise Punkte, Geraden, Ebenen … heißen und deren Beziehungen untereinander durch Axiome geregelt sind. Dieser Standpunkt geht zurück auf Euklid, der versucht hat, die Sätze der ebenen euklidischen Elementargeometrie auf einige wenige Postulate (d. h. Axiome) zurückzuführen. Die folgende Liste soll einen Überblick über verschiedene Typen von Geometrien, die in dieses Schema passen, geben:
- Projektive Geometrie und Affine Geometrie: Solche Geometrien bestehen meist aus Punkten und Geraden, und die Axiome betreffen Verbindungsgeraden von Punkten und die Schnittpunkte von Geraden. Affine und projektive Geometrien kommen meist in Paaren: Das Hinzufügen von Fernelementen macht eine affine Geometrie zu einer projektiven, und das Entfernen einer Geraden bzw. einer Ebene mit ihren Punkten macht aus einer zwei- bzw. dreidimensionalen projektiven Geometrie eine affine. In wichtigen Fällen können die Punkte auf einer Geraden in der affinen Geometrie so angeordnet werden, dass sich Halbgeraden und Strecken definieren lassen. In diesen Fällen nennt man die affine Geometrie und ihren projektiven Abschluss 'angeordnet'.

- Euklidische Geometrie: Darunter versteht man üblicherweise die aus den Axiomen und Postulaten Euklids abgeleitete Geometrie. Weil der seit Euklid überlieferte Aufbau der Theorie noch Lücken enthielt, hat David Hilbert in seinen Grundlagen der Geometrie (1899 und viele weitere Auflagen) ein Axiomensystem aufgestellt, aus dem er die euklidische Geometrie bis auf Isomorphie eindeutig aufbauen konnte. Danach kann diese eindeutig beschrieben werden als der dreidimensionale reelle Vektorraum, in dem die Punkte durch die Vektoren dargestellt werden und die Geraden durch die Nebenklassen der eindimensionalen Unterräume. Strecken, Senkrechtstehen, Winkel usw. werden wie in der seit Descartes üblichen analytischen Geometrie erklärt.

- Nichteuklidische Geometrie: Geometrien, deren Eigenschaften in vielem analog zur euklidischen Geometrie sind, in denen jedoch das Parallelenpostulat (auch Parallelenaxiom genannt) nicht gilt. Man unterscheidet elliptische und hyperbolische Geometrien.

- Absolute Geometrie: ist der gemeinsame Unterbau der euklidischen und der nichteuklidischen Geometrien, d. h. die Menge aller Sätze, die ohne das Parallelenpostulat bewiesen werden.

In jeder Geometrie interessiert man sich für diejenigen Transformationen, die bestimmte Eigenschaften nicht zerstören (also ihre Automorphismen): Zum Beispiel ändern weder eine Parallelverschiebung noch eine Drehung oder Spiegelung in einer zweidimensionalen euklidischen Geometrie die Abstände von Punkten. Umgekehrt ist jede Transformation, die die Abstände von Punkten nicht ändert, eine Zusammensetzung von Parallelverschiebungen, Drehungen und Spiegelungen. Man sagt, dass diese Abbildungen die Transformationsgruppe bilden, die zu einer ebenen euklidischen Geometrie gehört, und dass der Abstand zweier Punkte eine euklidische Invariante darstellt. Felix Klein hat in seinem Erlanger Programm Geometrie allgemein als die Theorie der Transformationsgruppen und ihrer Invarianten definiert (vgl. Abbildungsgeometrie); jedoch ist das keineswegs die einzig mögliche Definition. Im Folgenden sind Geometrien und prominente Invarianten aufgezählt:
- Projektive Geometrie: Invarianten sind die Kollinearität von Punkten und das Doppelverhältnis (Verhältnis von Teilverhältnissen) von vier Punkten einer Geraden (in der komplexen Zahlenebene von beliebigen vier Punkten; wenn diese auf einem Kreis liegen, ist es reell)

- Affine Geometrie: Die Parallelität von Geraden, das Teilverhältnis von drei Punkten einer Geraden, Flächeninhaltsverhältnisse.

- Ähnlichkeitsgeometrie, zusätzlich zur affinen Geometrie sind Streckenverhältnisse und Winkel invariant.

- Euklidische Geometrie; zusätzliche Invarianten sind die Abstände von Punkten und die Winkel.

- Nichteuklidische Geometrie: Invariant sind die Kollinearität von Punkten, die Abstände von Punkten und die Winkel. Die beiden nichteuklidischen Geometrien passen jedoch nicht in die obige Hierarchie.

### Gebiete der Mathematik, die zur Geometrie zählen
Die folgende Liste umfasst sehr große und weitreichende Gebiete mathematischer Forschung:
- Elementargeometrie
- Die Differentialgeometrie ist das Teilgebiet der Geometrie, in dem insbesondere Methoden der Analysis und der Topologie zur Anwendung kommen. Die Elementare Differentialgeometrie, die Differentialtopologie, die Riemannsche Geometrie und die Theorie der Lie-Gruppen sind unter anderem Teilgebiete der Differentialgeometrie.
- Algebraische Geometrie. Man könnte sie auch als Gebiet der Algebra betrachten. Sie benutzt seit Bernhard Riemann auch Kenntnisse aus der Funktionentheorie. Als Teilgebiete der Algebraischen Geometrie sind zum Beispiel die Theorie Algebraischer Gruppen, die Theorie Abelscher Varietäten oder auch die torische und die tropische Geometrie zu nennen.
- Konvexgeometrie, die im Wesentlichen von Hermann Minkowski begründet wurde.
- Synthetische Geometrie führt den klassischen Ansatz der „reinen“ Geometrie fort, indem anstelle algebraischer Objekte (Koordinaten, Morphismen …) abstrakte geometrische Objekte (Punkte, Geraden) und deren Beziehungen (Schnitt, Parallelität, Orthogonalität …) zugrunde gelegt werden. Die Inzidenzstruktur gehört hier heute zu den allgemeinsten Ansätzen. Beispiele von nicht linearen Inzidenzstrukturen sind die Benz-Ebenen.
- Algorithmische Geometrie (computational geometry).
- Diskrete Geometrie, die als weiteres, ältestes Untergebiet die kombinatorische Geometrie enthält und sich mit Polyedern, Pflasterungen, Packungen der Ebene und des Raumes, Matroiden, im Teilgebiet der endlichen Geometrie mit Inzidenzstrukturen, Blockplänen und Ähnlichem beschäftigt.

### Geometrie in Schule und Unterricht
Üblicherweise werden im Geometrieunterricht Geräte wie Zirkel, Lineal und Geodreieck, aber auch der Computer (siehe auch: Dynamische Geometrie) verwendet. Die Anfangsgründe des Geometrieunterrichts befassen sich etwa mit geometrischen Transformationen oder dem Messen von geometrischen Größen wie Länge, Winkel, Fläche, Volumen, Verhältnisse usw. Auch komplexere Objekte wie spezielle Kurven oder Kegelschnitte kommen vor. Darstellende Geometrie ist die zeichnerische Darstellung der dreidimensionalen euklidischen Geometrie in der (zweidimensionalen) Ebene.